# 南紅
南紅（英語：Nam Hung，1934年—），原名蘇淑眉（So Shook-mei）:600，香港粵劇女演員、粵語片電影演員及歌手，1970至1990年代曾先後於麗的電視、無綫電視及亞洲電視擔任演員，1998年息影。南紅是香港著名導演、編劇及演員楚原之妻子。

## 生平
南紅是出生於順德，自1930年代開始廣州著名歌唱家及演員陳剪娜（與陳翦娜互見）之女，經母親引薦下，拜紅線女為師學戲，由師父改了「南紅」為藝名；她又隨王粵生學習粵曲唱腔。1950年代開始拍攝電影，1960年代已為電影紅星，曾加入光藝製片公司，連同嘉玲和江雪並稱為「光藝三大花旦」。 南紅又曾與羽佳合組「慶紅佳劇團」演出。她所拍的戲曲電影只有10餘部，較著名的包括1964年的《十二欄杆十二釵》和1968年夥拍陳寶珠的《再世紅梅記》，其餘百多部以時裝片居多。
1962年的組成玫瑰電影公司，於1967年與知名導演、編劇及演員楚原結婚。
南紅曾為電影獻唱插曲，如女殺手的插曲《荳蔻春心》及《情花朵朵開》、《牆頭馬上－纖情》、《半掩琵琶弄鶯喉》、《蔓莉，親愛的蔓莉》的《癡女情》、《燈塔行屍》的《歸心似箭》、《田園曲》的《風月無邊》、《情種》的《誤種情花》、《少女情》的《杜鵑紅》、《假妻》的《練舞曲》、《浪子癡情》的《四季想郎》、《孽海遺恨》的《永遠想着你》等等。
曾與同樣同期正印花旦；例如包括有鄧碧雲（藍牡丹）、鳳凰女（紅牡丹）、羅艷卿（銀牡丹）、余麗珍（紫牡丹）、吳君麗（白牡丹）、于素秋（黑牡丹）、林鳳（黃牡丹）七位粵劇女演員結義，合稱八牡丹，南紅是「綠牡丹」等等。
踏入70年代中期，粵語片電影以後衰落，南紅加盟電視台演出劇集。她曾加入麗的電視，1970年代中期轉投無綫電視，之後在無綫電視服務至1994年約滿後；左右又回到亞洲電視。她在電視劇中主要飾演賢妻良母，例如《網中人》中的唐少梅、《京華春夢》中的賀母以及《播音人》中的陳彩霞等等，逐漸開始減少了劇集演出。
九十年代末之後沒有演出。
至1998年後，她離開亞洲電視選擇退休並息影淡出影視圈，偶爾為了客串演出曾參與粵劇行業電影和電視劇等等。

## 演出作品

### 電影
- 十月芥菜（1952年）... 阿珍
- 八股佬選美（1952年）
- 歌聲淚影（1952） ... 花旦
- 一丈红（1952年）.... 護士
- 歌女紅玫瑰（1952）
- 無端端發達（1953）... 周美珍
- 豬八戒招親（1953年）... 雉雞精
- 張天師遇鬼迷（1953年）... 陳妻
- 慈母淚（1953年）... 莉莉
- 光棍姻緣（1953年）... 阿紅
- 檀島佳人（1953年）... 燕丹
- 恨海芳魂（1953年）
- 家（1953年）
- 父之過（1953年）
- 秦淮月下再生缘（1953年）... 歌女
- 生娘唔大養娘大（1953年）
- 新馬仔胡不歸（1953年）... 秋菊
- 太太有喜（1953年）
- 心心相印（1953年）
- 蠻女催粧嫁玉郎（1954年）
- 情韵動芳心（1954年）
- 好女十八嫁（1954年）... 張綺雯
- 長使我郎淚滿襟（1954年）... 侍婢
- 濟公新傳（1954年）
- 假鳳鶯迷（1954年）
- 自梳女（1954年）... 阿蘭
- 落花流水（1954年）... 同學甲
- 秋（1954年）... 春蘭
- 流水行雲（1954年）... 阿英
- 好事成雙（1955年）... 陳美蘭
- 胭脂虎（1955年）... 歌女甲
- 鴛鴦譜（1955年）... 林鳳清
- 陳世美與秦香蓮（1955年）... 春妹
- 孤兒行（1955年）... 看護
- 彩鳳入誰家（1955年）... 阿祥
- 女大女世界（1955年）... 梁珍
- 鄉下佬尋仔（1956年）... 艷彩雲
- 黃飛鴻火燒大沙頭（1956年）... 楊金嬌
- 桃花依舊笑春風（1956年）... 余掌珠
- 黃飛鴻伏二虎（1956年）... 柳鳳
- 假鳳虚鸞（1956年）... 露茜
- 遺腹子（下集 大結局）（1956年）... 伍美蘭
- 奇人奇遇（1956年）... 縣長小姐
- 七重天（1956年）... 陳小紅
- 鬼夜哭（1957年）... 丁秀華
- 椰林月（1957年）... 梁彩蓮
- 唐山阿嫂（1957年）... 莊素貞
- 神童捉賊記（1958年）.... 程妻
- 鮮花殘淚（1958年）.... 朱玫瑰
- 陳超結婚（1958年）.... 阿芬
- 戰地笳聲海棠紅（1958年）... 海棠公主
- 風雨幽蘭（1959年）... 徐幽蘭
- 通心樹（1959年）... 阿霞
- 天倫情淚（1959年）... 梅麗
- 湖畔草（1959年）... 方敏慧
- 歡喜冤家（1959年）... 柳凌姿
- 蜜月驚魂（1960年）... 鄘珍妮
- 連理枝（1960年）... 梅永芳
- 神鵰俠侶（1960年）... 小龍女／陸無雙
- 苦命女兒（1960年）... 阿珍
- 神鵰俠侶下集（1960年）... 小龍女／陸無雙
- 難兄難弟（1960年）... 鄧秀瑩
- 神童歷險記（1961年）... 淑芬
- 情天未老（1961年）... 莊绮青
- 神鵰俠侶（三集）（1961年）... 小龍女／陸無雙
- 神鵰俠侶（四集）（1961年）... 小龍女／陸無雙
- 一曲琵琶動漢皇（1962年）... 王昭君
- 仗義還妻（大結局）（1962年）... 孫麗琪
- 仗義還妻（上集）（1962年）... 孫麗琪
- 嫂夫人（1962年）... 司徒奕薇
- 孽海遺恨（下集）（1962年）... 吴楚眉
- 孽海遺恨（上集）（1962年）... 王雪梅
- 患難真情（1962年）... 柳少梅
- 心心相印（1962年）
- 昨夜夢魂中（1963年）... 雷夢娜
- 歷劫花（1963年）... 梅少萍
- 南龍北鳳（1963年）... 高雲英
- 恩怨情天（1963年）... 麥安琪
- 含淚的玫瑰（1963年）... 江子平／江子青
- 情之所鍾（1963年）... 伊錦绣
- 招郎入舍（1963年）... 朱莉
- 十二欄杆十二釵（1964年）... 柳飄翠
- 瘋婦（1964年）
- 生神仙（1964年）... 賀素蘭
- 大丈夫日記（下集）（1964年）... 許雪心
- 騎樓底新娘（1964年）... 蘇麗貞／蘇斯麗
- 一劍恩仇（1964年）... 趙玉珍
- 追蹤（1964年）... 姚潔雲
- 摩登二世祖（1964年）... 梅夢影
- 一夜恩情（1964年）... 冷素秋
- 痴男怨女（1964年）... 李玉華
- 假妻（1964年）... 梅麗
- 半壁江山一美人（1964年）... 西施
- 江湖七虎（1964年）... 林宗英
- 情海幽蘭（1964年）... 韓玉蘭
- 高處不勝寒（1964年）... 張淑嫻
- 同屋共住（1964年）
- 霹靂薔薇（下集）（1964年）... 柴無垢
- 霹靂薔薇（上集）（1964年）... 柴無垢
- 女大女世界（1964年）... 麥錦雲
- 香城艷屍（1964年）... 阿珍
- 糊塗太太（1964年）... 姚瑞文
- 情與愛（1964年）... 楚倩卿
- 鄉里夫人（1964年）... 方小紅
- 人海雙雛（1964年）... 黄嘉萍
- 恨海情花（1964年）... 張艶紅
- 滿堂吉慶（1964年）
- 花癲大少（1965年）... 吳生秀
- 春殘花末落（1965年）... 李丹紅
- 雙十年華（1965年）... 徐潔芳
- 萬里追蹤（1965年）
- 趙飛燕（1965年）... 趙飛燕
- 黑玫瑰（1965年）... 陳美如
- 鐵金剛海空奪寶（1965年）... 阿薇
- 喜結未了緣（1965年）... 戴安娜／戴小薇
- 黑寡婦（1965年）... 梅素心
- 受薪姑爺（1965年）... 丁家珠
- 化身情人（1965年）... 謝美珍
- 罪人（上集）（1965年）... 王秀梅
- 海角幽蘭（1965年）... 素珍
- 電梯女郎（1965年）... 孫紫心
- 雙拜堂（1965年）... 江筱霞
- 天火爐（1965年）
- 血債血償（1965年）
- 公子多情（1965年）... 桂玉芬
- 天荒情未了（1965年）... 張秀珠
- 毒降頭（1965年）... 石明蘭
- 蜜月（1965年）... 王秀珍
- 花癲大少（1965年）... 謝玉霞
- 情海金枝（1965年）... 陳美寶
- 你情我願（1965年）
- 情海茫茫（1965年）... 程美賢
- 罪人（下集）（1965年）... 王秀梅
- 難為了家嫂（1965年）... 張玉梅
- 一家親（1965年）... 張婉薇
- 紅色響尾蛇（1965年）... 白麗
- 苦鳳還巢（1965年）... 徐静嫻
- 天涯芳草（1966年）... 梁芳草
- 神秘的血案（1966年）... 顧惠儀
- 小康之家（1966年）... 陳美華
- 殘花淚（1966年）... 韓雪花
- 夜半的鬼影（1966年）... 蘇蔓莉
- 親情深似海（1966年）... 蔣妙蘭
- 婚姻大事（1966年）... 余潔貞
- 春滿花開燕子歸（1966年）... 關美玲
- 斷腸玫瑰（1966年）... 林少蘭
- 願嫁鬼新郎（1966年）... 賀明珠
- 情人的眼淚（1966年）... 阮佩君
- 女殺手（1966年）... 李萍
- 黑玫瑰與黑玫瑰（1966年）... 陳美如
- 春色滿璇宮（1966年）... 趙京紅
- 郎心何太（1966年）... 陳綺梅
- 一劍情（1966年）... 石家碧
- 法網情絲（1966年）
- 殺人花（1966年）... 阮秋心
- 情花朵朵開（1967年）... 丘淑嫻
- 紅花俠盜（1967年）... 高靜音
- 情種（1967年）... 林玉青
- 嬌妻（1967年）
- 一見痴情（1967年）... 方瑤芝
- 少女情（1967年）... 施潔红
- 歡樂滿華堂（1968年）... 凌雪芳
- 烏龍偵探糊塗賊（1968年）... 許鳳嫻
- 再世紅梅記（1968年）... 李慧娘、盧昭容
- 紫色風雨夜（1968年）... 王麗儀
- 聰明太太笨丈夫（1969年）... 佩思
- 冷暖青春（1969年）... 王塋
- 錄音機情殺案（1970年）
- 李小龍的生與死（1973年）... 南紅本人
- 七十二家房客（1973年）... 福嫂
- 爛鬼與車頭（1978年）
- 差人大佬搏命仔（1979年）... 張志剛、志强 母親
- 瘋狂83（1983年）
- 男女方程式（1984年）... David 母親
- 打工皇帝（1985年）... 瑪莉亞
- 1/2段情（1985年）
- 偶然（1986年）
- 良青花奔月（1987年）
- 線人（1989年）
- 情人知己（1993年）
- 仙樂飄飄（1995年）... 修女
- 黑玫瑰義結金蘭（1997年）

### 電視劇（麗的電視）
- （1970年） 罪
- （1970年） 曲中情之我還是永遠愛你
- （1971年） 玩偶之家
- （1971年） 家 飾 李瑞珏
- （1971年） 屋簷下
- （1972年） 離亂
- （1972年） 孔雀東南飛
- （1972年） 你我他
- （1972年） 草青青
- (1973年) 薇姨
- （1973年） 麗的歌劇·畫中人
- （1973年） 麗的歌劇·倩女魂
- （1973年） 名門淑女

- （1974年） 家春秋 飾 李瑞珏
- （1975年） 子夜

### 電視劇（無綫電視）
- （1977年）家變 飾 王懿德
- （1978年）奮鬥 飾 徐承芳
- （1978年）1+1
- （1979年）左鄰右里 飾 淑芳
- （1979年）網中人 飾 唐少梅
- （1980年）離別勾 飾 狄夫人（江小蝶）
- （1980年）京華春夢 飾 賀母
- （1980年）輪流傳 飾 娉婷（翟母）
- （1980年）龍仇鳳血 飾 劉夫人
- （1980年）上海灘龍虎鬥 飾 葉秋盈之母
- （1981年）流氓皇帝 飾 馮太太
- （1981年）千王群英會 飾 霍母
- （1981年－1986年）香港八一至香港八六系列
- （1981年）逐個捉 飾 莊太
- （1981年）鱷魚潭 飾 白鳳仙
- （1982年）新民間傳奇之顛鳳狂龍 飾 皇后
- （1982年）新民間傳奇之韓嫣翠
- （1982年）萬水千山總是情 飾 莊夫人
- （1983年）播音人 飾 陳彩霞
- （1983年）再生緣
- （1983年）無冕天使 飾 尹雪紅
- （1984年）愛情一千米
- （1984年）老爺大過天 飾 邱駱天香
- （1984年）笑傲江湖 飾 林夫人
- （1984年）新紮師兄 飾 周少玲
- （1985年）六指琴魔 飾 赫青花
- （1986年）銀色旅途
- （1986年）流氓大亨 飾 梁美屏
- （1987年）生命之旅 飾 嚴秀芳
- （1987年）新紮師兄1988 飾 蔣太太
- （1988年）南拳蔡李佛 飾 陳夫人
- （1988年）名門 飾 吳瑞芳
- （1988年）都市方程式 飾 楊太
- （1988年）奇門鬼谷 飾 孫蘭
- （1989年）我愛俏冤家
- （1990年）朝陽 飾 馮貴娥
- （1990年）成功路上 飾 劉淑珍
- （1991年）怒海孤鴻 飾 古冰
- （1992年）血璽金刀 飾 柳夫人
- （1993年）九三喜相逢 飾 王小燕

### 電視劇（亞洲電視）
- （1994年）碧血青天珍珠旗 飾 花蕊夫人
- （1994年）女人啊！女人
- （1994年）一人有一個夢想
- （1995年）花幟 飾 李湘鸞
- （1995年）新包青天之鬼面人 飾 傅太君
- （1995年）新包青天之鐵丘墳 飾 呼延老夫人
- （1995年）新包青天之鍘艷娘 飾 杜黃氏
- （1995年）新包青天之審御貓 飾 顏夫人
- （1995年）殭屍道長 飾 朱美梅
- （1996年）我和春天有個約會 飾 區秀卿
- （1996年）坊間傳奇之花蕊夫人 飾 太后
- （1996年）再見豔陽天 飾 焦玉卿
- （1997年）97變色龍 飾 鄭嬌
- （1997年）我來自潮州 飾 鄭夫人

### 電視劇（新加坡新傳媒）
- （2004年）我愛我家 飾 葉雅妹

## 主持（無綫電視）
- 1983年：婦女新姿

## 歌曲
- 1965年：公子多情（與鳴茜合唱）

## 外部連結
- 南紅
- 南紅(網友自建)
- 南紅 黃韻材 台上台下展繽紛 （页面存档备份，存于）
- Muzikland:大丈夫日記 (下) (1964) - 南紅 / 張英才 / 李香琴 / 羅蘭 / 林艷 / 林彬 - 樂多日誌
- 南紅在互联网电影资料库（IMDb）上的資料（英文）
- 南紅在香港影庫上的簡介